# Наталка Полтавка (фільм, 1978)
«Наталка Полтавка» — телефільм-опера, відзнятий на Українській студії телевізійних фільмів у 1978 році, екранізація однойменної опери 1889 року українського композитора Миколи Лисенка, написаної на сюжет п'єси 1819 року «Наталка Полтавка» зачинателя сучасної української літератури Івана Котляревського.

## Сюжет
Дія відбувається на Полтавщині. Джерелом твору стало життя українського суспільства на початку XIX ст., лірично-побутові, обрядові, купальські пісні, балади. У фільмі розповідається про розлуку дівчини з коханим-бідняком та одруження з немилим багачем. 
Зйомки фільму відбувалися в Київському  та Переяслав-Хмельницькому   музеях народної архітектури і побуту УРСР.

## У ролях
- Наталія Сумська — Наталка (співає Марія Стеф'юк)
- Наталія Наум — Терпилиха Горпина, мати Наталки, бідна вдова
- Лев Перфілов — Борис Тетерваковський, возний
- Федір Панасенко — Макогоненко, виборний села
- Анатолій Матешко — Петро, коханий Наталки (співає Анатолій Солов'яненко)
- Лесь Сердюк — Микола
- Володимир Олексієнко — відставний солдат
- Микола Воронін — дяк
- Олександр Толстих — сват
- Агафія Болотова — шинкарка (в титрах — Г. Болотова)
- Віктор Панченко — помічник возного
- Борис Болдиревський — сліпий старий
- Ніна Набока — подруга Наталки
- Любов Богдан — подруга Наталки
- Ольга Науменко — подруга Наталки
- Н. Володимирова — подруга Наталки
- Степан Жайворонок — селянин (немає в титрах)
- Михайло Ігнатов — селянин (немає в титрах)
- Олександр Завальський — епізод (немає в титрах)
- Олексій Перфілов — старший син (немає в титрах, син актора Лева Перфілова)
- Олександр Перфілов — середній син (немає в титрах, син актора Лева Перфілова)
- Костянтин Перфілов — молодший син (немає в титрах, син актора Лева Перфілова)

## Музиканти
- Державний академічний український народний хор імені Г. Верьовки
- Заслужений симфонічний оркестр Держтелерадіо УРСР
- Диригент — Вадим Гнєдаш
- Співають: Марія Стеф'юк, Віра Любимова, Володимир Скубак, Владилен Грицюк, Анатолій Солов'яненко, Олександр Чепурний

## Знімальна група
- Сценарій і постановка: Родіон Юхименко
- Оператор-постановник: Олександр Деряжний
- Художник-постановник: Олег Костюченко
- Звукооператор: Геннадій Чупаков
- Художники: по костюмах — І. Таранова, по гриму — Л. Брашеван, Н. Решетило
- Режисер: Л. Колесник
- Балетмейстер: Лев Окрент
- Монтаж: Л. Крюкової
- Редактори: О. Васильєв, Р. Радченко
- Директор картини: Владислав Чащин